# Jolanda de Almaviva
Jolanda de Almaviva è una serie a fumetti ideata da Renzo Barbieri e scritta da Roberto Renzi; venne pubblicata in Italia dalla Ediperiodici negli anni settanta ed è stato uno dei principali e più famosi esempi di fumetto erotico italiano che andava di moda negli anni sessanta e settanta, nato sull'onda del successo Isabella del quale condivideva l'ambientazione e il genere avventuroso; il successo della serie deriva anche dalla realizzazione grafica delle storie disegnate da Milo Manara.
TRAMA
Jolanda de Almaviva è una corsara che cerca di recuperare il suo regno usurpatogli dal governatore di Maracaibo.